# Bianka Schwede
Bianka Schwede, po mężu Borrmann (ur. 9 stycznia 1953 w Dreźnie) – niemiecka wioślarka reprezentująca NRD, złota medalistka olimpijska i trzykrotna medalistka mistrzostw świata.

## Kariera
Wystąpiła na igrzyskach olimpijskich w Montrealu w 1976, gdzie osada NRD w składzie: Karin Metze, Bianka Schwede, Gabi Lohs-Kühn, Andrea Kurth i Sabine Heß (sternik) zdobyła złoty medal w czwórkach ze sternikiem. W finale wyprzedziły Bułgarki o 3,16 sekundy i osadę ZSRR o 4,30 sekundy. Był to debiut tej konkurencji w programie olimpijskim, tym samym reprezentantki NRD zostały pierwszymi w historii mistrzyniami olimpijskimi w czwórkach ze sternikiem kobiet. Był to zarazem jej jedyny start olimpijski.
W ósemkach zdobyła następnie złoto na mistrzostwach świata w Lucernie (1974), mistrzostwach świata w Nottingham (1975) oraz mistrzostwach świata w Amsterdamie (1977).
W 1976 odznaczona Orderem Zasługi dla Ojczyzny. 
Zdobywała mistrzostwo kraju w latach 1973-1975 i 1977. Po zakończeniu kariery pracowała jako sekretarka.